# Pomnik Józefa Piłsudskiego w Kołomyi
Pomnik Józefa Piłsudskiego w Kołomyi – pomnik ku czci marszałka Józefa Piłsudskiego w Kołomyi.

## Historia
Inicjatorem budowy pomnika był miejscowy Związek Legionistów Polskich, który w ten sposób chciał uczcić dziesięciolecie odzyskania niepodległości. Na dodatek pomnik miał nawiązywać do związków Józefa Piłsudskiego z Kołomyją: jego wizyty w 1914 roku, kiedy to spotkał się z miejscową młodzieżą strzelecką w oficynie przy ul. Mickiewicza 4, oraz kolejnej, z 17 września 1922 roku, kiedy Józef Piłsudski uczestniczył w poświęceniu sztandaru 49. Pułku Piechoty. Powołano komitet budowy pomnika, w skład którego weszli: starosta kołomyjski dr Bolesław Skwarczyński oraz starostowie pozostałych powiatów Pokucia: śniatyński, horodeński, kosowski i nadwórniański, a także delegaci ugrupowań obywatelskich i naczelnicy zarządu wszystkich miast Pokucia. W obradach komitetu wziął udział także minister Leon Wasilewski. Budowa pomnika została sfinansowana ze składek publicznych.  
Uroczyste odsłonięcie pomnika miało miejsce w niedzielę, 27 października 1929 roku, w obecności władz państwowych i wojewódzkich na czele z wojewodą stanisławowskim Bronisławem Nakoniecznikowem, oraz przedstawicieli różnych stowarzyszeń i organizacji (m.in. Związku Legionistów, Związku Obrońców Lwowa, „Sokoła”) oraz lokalnej ludności, w tej liczbie ludności huculskiej i żydowskiej. Prezydenta RP reprezentował płk. Głogowski, a Wojsko Polskie generałowie: Jan Romer, Leonard Skierski i Łukowski. Odsłonięcie pomnika poprzedziła msza św. odprawiona na boisku 49. Pułku Piechoty, gdzie ustawiono ołtarz polowy. Po mszy uformował się pochód, który dotarł na Rynek, gdzie ustawiony został monument osłonięty zasłonami w barwach narodowych. Tam, z trybuny ustawionej dla władz, wygłosił przemówienie starosta dr Skwarczyński, po czym poprosił przedstawiciela Prezydenta RP, płk. Skwarczyńskiego, o odsłonięcie pomnika. Po zerwaniu zasłony okalającej pomnik zgromadzeni wznieśli okrzyki na cześć Marszałka Piłsudskiego, po czym odegrano Mazurek Dąbrowskiego. Wartę honorową przy pomniku objęli dwaj oficerowie WP. Potem wygłosił przemówienie burmistrz Kołomyi dr Funkenstein, a następnie komisarz Domu Narodowego we Lwowie Michał Baczyński, który przemawiał po polsku i po rusku. Potem nastąpiły przemówienia posła na Sejm RP Zdzisława Strońskiego, wojewody stanisławowskiego i gen. Skierskiego. Następnie odegrano „Pierwszą Brygadę”, a uroczystość zakończyła defilada wojskowa. 

## Forma
Pomnik, którego projekt opracował artysta profesor Akademii Sztuk Pięknych w Krakowie, Konstanty Laszczka został wykonany ze spiżu i przedstawiał Józefa Piłsudskiego w pozycji siedzącej o podwójnej wielkości naturalnej. Figura przedstawiała Józefa Piłsudskiego w mundurze wojskowym z narzuconym na ramiona płaszczem i wspierającym lewą dłoń na księdze z napisem: WOLNOŚĆ, RÓWNOŚĆ, BRATERSTWO, a w prawej trzymającego miecz ułożony na kolanach, którego rękojeść opierała się na głowie orła. Figura ustawiona została na cokole, stojącym na trzech stopniach o różnej wysokości i wielkości. Na przedzie cokołu widniała inskrypcja: JÓZEF PIŁSVDSKI/WSKRZESICIEL/OJCZYZNY. Na lewym licu cokołu widniały daty: 1918/1928, na prawym 1914/1918. Wysokość pomnika z cokołem wynosiła ponad 5 metrów. Pomnik ustawiony został na kołomyjskim Rynku.

## Zniszczenie
Pomnik zniszczyli Sowieci, wkrótce po napaści na Polskę i zajęciu miasta we wrześniu 1939 roku. 